# João Lopes de Camargo
João Lopes de Camargo foi um sertanista paulistano que migrou para a região das minas de ouro da Capitania de São Paulo e Minas de Ouro. Foi o último filho do casal Fernando de Camargo Ortiz e Joanna Lopes. Participou de expedições em busca de ouro nas regiões auríferas e contribuiu para a fundação dos arraiais de Vila Rica, Itaverava e Queluz na região que mais tarde veio a se chamar Minas Gerais.

## História
O sertanista João Lopes de Camargo é citado em duas partes do primeiro volume do livro Genealogia paulistana, de Silva Leme. O livro documenta as mais relevantes famílias de São Paulo e do interior do Brasil. Nasceu em São Paulo em 1682. Morou com sua esposa por alguns anos em São Paulo, onde foi batizado seu filho homônimo João Lopes de Camargo, que ordenou-se padre.

### Ascendência
João Lopes de Camargo foi o décimo-terceiro e último filho do capitão Fernando de Camargo Ortiz com sua esposa Joanna Lopes. Seu pai era filho do bandeirante paulista Fernão de Camargo, capitão sob as ordens do capitão-mor Domingos Barbosa Calheiros na expedição contra os bárbaros gentios do sertão da Bahia em 1658. Era bisneto de Jusepe de Camargo, natural de Castela, que se mudou para São Paulo no fim do século XVI.

### Casamento e descendência
Por volta de 1710,, o sertanista casou-se com Izabel Cardoso de Almeida, filha de Ignacio Lopes Munhoz e Maria Cardoso de Almeida, casados em 1690, na Conceição dos Guarulhos, atual Guarulhos. Mais tarde, João Lopes de Camargo e sua esposa mudaram-se para a freguesia de São Sebastião das Minas Gerais, onde fundaram uma fazenda e residiram até o falecimento. João Lopes de Camargo faleceu a 2 de julho de 1743 e foi sepultado na matriz de sua freguesia. Silva Leme registrou os filhos do casal:
1. Maria Cardoso de Camargo, que foi casada com Antonio Teixeira, tendo filhos:
  1. Padre Antonio Teixeira de Camargo ordenado em Mariana a 28/12/1759;
  2. João Teixeira de Camargo, casado com Ana Maria Ferreira;
  3. Florencia Cardoso de Camargo, casada com Gabriel da Silva Pereira, com quem teve filhos;[nota 1]
2. José Cardoso de Camargo, natural da freguesia de Nossa Senhora da Conceição de Minas Gerais, que se casou em 1768 com Mecia Bueno da Fonseca, viúva do capitão Francisco Xavier de Barros, filha de Salvador Jorge Bueno e de Jacintha de Araujo, moradores na Meia Ponte;
3. Rev.mo. dr. em cânones João Lopes de Camargo, que em 1752 requereu o levantamento da herança de seus pais;
4. Dom Ignacio do SS. Coração de Maria, religioso;
5. Francisco Xavier Cardoso;[nota 2]
6. Anna Maria, casada Thomaz Teixeira;
7. Maria de Jesus;
8. Isabel Cardoso de Câmara, casada com o guarda-mor José Francisco Dias, moradores no Rio Manso, filial da Vila do Príncipe, com quem teve filho;
9. Theresa dos Santos.

### Expedições e fundação dos primeiros arraiais mineiros
Em 1694, o bandeirante Bartholomeu Bueno de Siqueira descobriu ouro na região de Itaverava, durante uma expedição, acompanhado por seu cunhado Manuel Ortiz de Camargo, por seu sobrinho João Lopes de Camargo, que na época tinha doze anos, por Miguel de Almeida e Antonio de Almeida. Na mesma época, uma outra expedição de sertanistas partiu de Taubaté, chefiada pelo capitão Manuel Garcia Velho, com o propósito principal de procurar indígenas, mas também de procurar metais. As duas bandeiras se encontraram casualmente em Itaverava, onde realizaram suas barganhas e deixaram no lugar elementos para lavrar a terra. Nessas  terras próximas à serra de Itaverava nasceram alguns povoados, que durante a corrida do ouro, supriam as expedições auríferas. Esses povoados deram origem às vilas de Itaverava e Queluz.
Em 1699, Francisco da Silva Bueno e seus irmãos, Antônio da Silva Bueno, Thomaz e João Lopes de Camargo, Felix de Gusmão de Mendonça Bueno, que haviam partido na expedição do padre João de Faria Fialho, novamente em busca de ouro, chegaram a Itaverava. De lá, avistaram o pico do Itacolomi, onde havia indícios de existências de novas jazidas de minerais preciosos. Em 1700, Thomaz Lopes de Camargo encontrou ouro na serra próxima a Itaverava. O grupo do padre João de Faria Fialho fundou no lugar um arraial para explorar as ricas jazidas de ouro da serra, que deu origem a Vila Rica.
Um dos principais legados de João Lopes de Camargo foi a fundação do povoado de Camargos em 1711, atual distrito de Mariana, com seu primo José de Camargo Pimentel, filho de seu tio Marcelino de Camargo e Mécia Ferreira Pimentel de Távora, e seus irmãos Thomaz Lopes de Camargo e Gonçalo Lopes de Camargo. José de Camargo Pimentel foi nomeado alcaide-mor de São Vicente e São Paulo e, como guarda-mor das datas de Minas Gerais, chamou seus parentes de São Paulo para explorarem a região das minas de ouro.
Duas filhas e uma neta de João Lopes de Camargo casaram-se com três jovens portugueses, sócios, que se tornaram proprietários de datas de mineração no ribeirão das Lavrinhas, atualmente conhecido como córrego do Paiol, na região de Jacuba, situada atualmente no distrito de Santo Antônio da Serra, ao sul de Carmo do Cajuru. As filhas Florência cardoso de Camargo, Ana Maria Cardoso de Camargo e Maria de Jesus Camargo casaram-se respectivamente com o sargento-mor Gabriel da Silva Pereira, Tomás Teixeira e Manoel neto. As esposas exigiram de seus maridos a construção de um oratório na terra para onde iriam morar para poderem praticar a fé cristã. No local do oratório, ao alto do atual morro do rosário, foi construída uma capela dedicada a Sant'Ana, que deu origem ao povoado de Sant'Anna de São João Acima, atual cidade de Itaúna.

### Morte
João Lopes de camargo instalou-se definitivamente na fazenda Ribeirão do Gama, localizada na freguesia de São Sebastião, atual distrito Bandeirantes, do município de Mariana, construída por ele e sua família. Nesse local, permaneceu até a morte, em 2 de julho de 1743, onde também morreu sua esposa Isabel, em 17 de abril de 1731.